# Temu (Kanatang)
Temu is een bestuurslaag in het regentschap Oost-Soemba van de provincie Oost-Nusa Tenggara, Indonesië. Temu telt 4882 inwoners (volkstelling 2010).